# Artur Vader
Artur Vader (ur. 16 lutego 1920 we wsi Gorbowo w obwodzie witebskim, zm. 25 maja 1978 w Tallinnie) – estoński i radziecki polityk, przewodniczący Prezydium Rady Najwyższej Estońskiej SRR w latach 1970-1978.
W 1937 ukończył technikum i został nauczycielem w szkole podstawowej, później był instruktorem Komitetu Miejskiego Komsomołu. Od 1940 dyrektor szkoły fabryczno-zawodowej w Możajsku, latem 1941 wstąpił ochotniczo do Komunistycznego Pułku Obrony Ludowej, później był żołnierzem 343 pułku 38 Dywizji Armii Czerwonej, podczas walk na Froncie Woroneskim w 1943 został ciężko ranny i uznany za niezdolnego do dalszej służby wojskowej. 1943-1945 dyrektor technikum mechanicznego w Moskwie, później kierownik ośrodku szkoleniowego należącego do Rady Komisarzy Ludowych/Ministerstwa Przemysłu Włókienniczego ZSRR. W 1948 wysłany do pracy partyjnej w Estońskiej SRR, kolejno instruktor KC KPE, II sekretarz rejonowego komitetu KPE w Tallinnie, od 1950 I sekretarz rejonowego komitetu partyjnego w Harjumaa. 1952-1959 sekretarz Miejskiego Komitetu Partyjnego w Tallinnie, 1954 ukończył zaoczne studia w Wyższej Szkole Partyjnej przy KC KPZR. Pracownik Komisji Rewizyjnej KPE. 1963-1964 przewodniczący komitetu partyjno-państwowego Centralnego Komitetu Kontroli KPE, sekretarz KC KPE i zastępca przewodniczącego Rady Ministrów Estońskiej SRR. Od 1964 II sekretarz KC KPE. Od 22 grudnia 1970 do śmierci był przewodniczącym Prezydium Rady Najwyższej Estońskiej SRR. 1966-1971 kandydat na członka, a od 1971 do śmierci członek KC KPZR. Deputowany do Rady Najwyższej ZSRR od 7 do 9 kadencji.

## Odznaczenia
- Order Lenina (1965)
- Order Rewolucji Październikowej (1973)

I 3 inne ordery.